# Прая (острів)
39°03′25″ пн. ш. 27°57′20″ зх. д. / 39.05706° пн. ш. 27.95551° зх. д.
Прая, або Ілеу-да-Прая (порт. Ilhéu da Praia) — невеликий острів на Азорських островах (належать Португалії). Острів площею 11 га, лежить приблизно за 1,5 км  від міста Прая на острові Грасіоза. З 2002 року Прая є важливою орнітологічною територією IBA.

## Природні умови
Згідно з офіційним урядовим вебсайтом Азорських островів, острів має площу 11 га  (BirdLife International надає площу 12 га , як і інше джерело ) і довжина берегової лінії 1,6 км. Острів складається з базальтів . Він досягає максимальної висоти 51 м над рівнем моря ; BirdLife повідомляє про висоту 57 м над рівнем моря. На вершині острівця є невелике плато, вкрите травою. На його північному узбережжі утворилися високі скелі, а на південному — гальковий пляж .

## Флора
На острові росте підвид моркви звичайної Daucus carota ssp. azoricus, костриця Festuca petraea, верес Erica azorica, стелюшок Spergularia azorica, осока Carex vulcani та Tolpis succulenta — всі ендемічні для Макаронезії . Водна рослинність включає Dictyota dichotoma (хромофітові водорості), Corallina officinalis, Asparagopsis armata (червоні водорості) та види роду Cystoisera (бурі водорості).

## Тваринний світ
На острові трапляється ящірка Lacerta dugesii. Вид знайдено на Азорських островах внаслідок перевезення на кораблях, що подорожували між островами .
У 2002 році організація BirdLife International оголосила острів орнатіологічним заповідником IBA. До «тригерних видів» належать п'ять видів: буревісник-крихітка каприкорновий (Puffinus assimilis), бульверія тонкодзьоба (Bulweria bulwerii), качурка мадейрська (Hydrobates castro), крячок рожевий (Sterna dougallii) і крячок річковий (Sterna hirundo). 
Разом з островом Байшу на півдні, острів Прая є одним із двох основних місць розмноження качурки азорської (Hydrobates monteiroi), ендемічного морського птаха Азорських островів. З приблизно 250—300 гніздових пар качурки, 71 гніздилася на острові Прая в 2009 році — порівняно з 13 у 2001 році, коли дослідники вперше встановили на острові 151 штучне гніздо.